# Wydział Prawa i Administracji Uniwersytetu Śląskiego
Wydział Prawa i Administracji Uniwersytetu Śląskiego w Katowicach – jeden z ośmiu wydziałów Uniwersytetu Śląskiego, mieszczący się w Katowicach przy ul. Bankowej 11b.

## Oferta edukacyjna
Oferta edukacyjna wydziału obejmuje studia prawnicze i administracyjne II stopniowe w trybie stacjonarnym jak i niestacjonarnym (od roku akademickiego 2009/2010 uruchomiono dzienne studia administracyjne).

Program studiów obejmuje przedmioty z zakresu: prawa rzymskiego, konstytucyjnego i cywilnego, przez prawo karne, administracyjne, finansowe, gospodarcze, handlowe i ochrony środowiska, po prawo pracy, prawo samorządowe oraz międzynarodowe. Projekt fakultatywnych praktyk studenckich daje możliwość poznania praktycznych aspektów zawodu prawnika.

Program kształcenia na studiach administracyjnych jest ściśle powiązany z praktyką funkcjonowania administracji publicznej, został ukierunkowany na rzeczywiste potrzeby służb administracyjnych. Oferta edukacyjna obejmuje zarówno przedmioty związane z zagadnieniami szeroko pojętego prawa administracyjnego, europejskiego i podatkowego, jak i tematykę typowo administracyjną. Wśród wykładanych przedmiotów znajdują się m.in. socjologia organizacji, teoria organizacji i zarządzania, mikro- i makroekonomia, informatyka w administracji.
Budynek Wydziału Prawa i Administracji jest jedną z nowocześniejszych budowli, jakie powstały w latach dwutysięcznych na Śląsku. Obiekt, prócz licznych auli i sal wykładowych, mieści w pełni wyposażoną salę rozpraw umożliwiającą przeprowadzanie symulacji postępowań sądowych. Biblioteka Wydziałowa oferuje dostęp do elektronicznych baz prawniczych, konsorcyjnych serwisów czasopism (EBSCOhot, Elsevier, Springer, DOAJ) oraz internetowych archiwów czasopism polskich.

Wydział ma prawo nadawana stopni naukowych doktora i doktora habilitowanego nauk prawnych.

## Rys historyczny
Początki Wydziału Prawa i Administracji sięgają roku 1966, kiedy działalność edukacyjną na terenie Katowic rozpoczęła Filia Uniwersytetu Jagiellońskiego. Powołaniu nowej placówki dydaktycznej towarzyszyło otwarcie studiów na kierunkach: matematycznym, fizycznym i prawniczym. Opiekę nad katowickim Wydziałem Prawa UJ powierzono doc. dr. Mieczysławowi Sośniakowi. Wydział rozpoczynał pracę posiadając siedem katedr.

W 1968 roku dokonano połączenia Filii Uniwersytetu Jagiellońskiego z Wyższą Szkołą Pedagogiczną, tworząc tym samym długo wyczekiwany ośrodek dydaktyczny – Uniwersytet Śląski. Strukturę nowej szkoły wyższej stanowiły cztery jednostki: Wydział Prawa i Administracji, Wydział Humanistyczny, Wydział Matematyki, Fizyki i Chemii oraz Wydział Techniczny. Inaugurację pierwszego roku akademickiego uczelnia rozpoczynała łączną liczbą studentów 5 724, z czego prawie 1 500 podjęło studia na Wydziale Prawa i Administracji.

W 1969 roku WPiA zyskał nową strukturę organizacyjną, w jego obrębie utworzono cztery instytuty:

1. Instytut Prawa Sądowego,

2. Instytut Prawa Gospodarczego,

3. Instytut Administracji i Zarządzania,

4. Instytut Historii Państwa i Prawa.
Dalszy rozwój wydziału można wyznaczyć datami poniższego kalendarium:
- w roku 1970 przeprowadzono pierwsze przewody doktorskie;
- pierwszy numer „Studenckich Zeszytów Prawniczych” wydano w 1971 roku. Wydawnictwo ukazywało się przez 5 lat;
- kolejna zmiana struktury Wydziału miała miejsce w 1973 roku, kiedy to w miejsce Instytutu Historii Państwa i Prawa powołano Instytut Nauk Prawno-Ustrojowych, natomiast Instytut Prawa Gospodarczego oraz Instytut Administracji i Zarządzania przekształcono w Instytut Administracji i Zarządzania Gospodarką Narodową;
- w roku 1974 ukazał się pierwszy tom serii „Problemy Prawa Wynalazczego i Patentowego”;
- rok 1976 – „Grupa studentów Wydziału Prawa i Administracji wystosowała do Ministerstwa Nauki, Szkolnictwa Wyższego i Techniki pismo z protestem przeciwko nadmiernemu podwyższaniu cen podręczników akademickich. Ściągnęło to na sygnatariuszy listu represje ze strony władz partyjnych i uczelnianych. Zostali też zmuszeni do ustąpienia dziekani Wydziału z powodu niewywiązania się z obowiązków wychowawczych.”[1];
- w tym samym roku wydział uzyskał prawo nadawania stopnia naukowego doktora habilitowanego nauk prawnych. Rok później przeprowadzono już pierwszy przewód habilitacyjny;
- rok akademicki 1980/1981 przyniósł kolejne zmiany organizacyjne struktury Wydziału. W miejsce istniejących dotąd instytutów powstało 19 katedr,
- po raz pierwszy w roku akademickim 1983/1984 wprowadzono nowe zasady rekrutacji, tzw. semestr „zerowy” dla kandydatów na zaoczne studia administracyjne. Zmiana miała na celu wyrównanie poziomu wiedzy oraz przygotowanie do egzaminu wstępnego;
- rok 1992 – ustanowienie studiów doktoranckich;
- wmurowanie kamienia węgielnego pod gmach nowej siedziby wydziału miało miejsce w 2001 roku;
- w roku 2002 wdrożono projekt „WOKANDA” zainicjowany przez stowarzyszenie ELSA. Celem programu było stworzenie studentom prawa możliwości poznania praktycznych aspektów przyszłego zawodu. Realizacja zasadzała się na uczestnictwie w rozprawach sądowych Sądu Okręgowego w Katowicach;
- rok 2003 – nawiązanie współpracy między Biurem Rzecznika Praw Obywatelskich a studentami reprezentowanymi przez Koło Naukowe Studencka Poradnia Prawna. Porozumienie stwarzało m.in. możliwość poznania metod działania oraz uczestniczenia w kursach i szkoleniach organizowanych przez Biuro;
- 24 maja 2004 roku Wydział Prawa i Administracji gościł marszałka Sejmu Józefa Oleksego. Organizatorem spotkania była Uczelniana Rada Samorządu Studenckiego UŚ.

## Poczet dziekanów Wydziału
- Mieczysław Sośniak VIII 1968 – VIII 1969
- Eugeniusz Zwierzchowski IX 1969 – XII 1969
- Jerzy Bafia X 1971 – IX 1972
- Michał Staszków I 1970 – IX 1971
- Karol Gandor X 1971 – IX 1972
- Eugeniusz Zwierzchowski X 1972 – VI 1973
- Kazimierz Marszał IX 1973 – VI 1976
- Michał Staszków VII 1976 – VII 1978
- Maksymilian Pazdan IX 1978 – XII 1980
- Józef Nowacki I 1981 – VIII 1981
- Antoni Agopszowicz IX 1981 – VIII 1982
- Oktawia Górniok IX 1982 – IX 1983
- Roman Jasica X 1983 – VII 1986
- Mieczysław Sośniak IX 1986 – XI 1990[2]
- Marcin Kudej XI 1990 – VIII 1993
- Genowefa Grabowska IX 1993 – VIII 1999
- Kazimierz Zgryzek IX 1999 – VIII 2005
- Zygmunt Tobor IX 2005–2012
- Czesław Martysz 2012–2022
- Witold Kurowski 2022–

## Władze Wydziału
W kadencji 2024–2028:
| Stanowisko                                                      | Imię i nazwisko                   |
| --------------------------------------------------------------- | --------------------------------- |
| Dziekan                                                         | dr hab. Witold Kurowski, prof. UŚ |
| Prodziekan ds. badań naukowych Dyrektor Instytutu Nauk Prawnych | prof. dr hab. Piotr Pinior        |
| Prodziekan ds. studenckich i kształcenia                        | dr Urszula Torbus                 |

## Lokalizacja
Na początku 1967 Prezydium Wojewódzkiej Rady Narodowej w Katowicach oddało do dyspozycji Filii UJ budynek znajdujący się przy ulicy Bankowej 8−10, w którym po remoncie przeprowadzonym w 1969 zaczęły odbywać się zajęcia. Po upadku komunizmu ustalono, że budynek stanowi własność mającej siedzibę w sąsiedztwie parafii ewangelicko-augsburskiej. W latach 1996−2003 trwały prace nad projektem i budową nowej siedziby wydziału; obecnie wszystkie zajęcia odbywają się w siedzibie przy ulicy Bankowej 11b.

## Czasopisma
- „Problemy Prawa Karnego”
- „Problemy Prawa Prywatnego Międzynarodowego”
- „Problemy Prawne Handlu Zagranicznego”
- „Silesian Journal of Legal Studies”
- „Z Dziejów Prawa”
- „Z Problematyki Prawa Pracy i Polityki Socjalnej”

## Wydawnictwa wielotomowe
- Dissertationes Iuridicae Universitatis Silesiensis
- Instytucje prawa upadłościowego i naprawczego